# L'Enlèvement de Johnnie Waverly
L'Enlèvement de Johnnie Waverly (The Adventure of Johnnie Waverly) est une nouvelle policière d'Agatha Christie,  mettant en scène le détective belge Hercule Poirot.
Initialement publiée le 10 octobre 1923, dans la revue The Sketch au Royaume-Uni, cette nouvelle n'a été reprise en recueil qu'en 1950 dans le recueil Three Blind Mice and Other Stories aux États-Unis. Elle a été publiée la première fois en France dans la revue Le Saint détective magazine en août 1957, puis en 1979 dans le recueil Le Bal de la victoire.
L'intrigue peut rappeler l'affaire du bébé Lindbergh, cependant l'écriture de la nouvelle a eu lieu onze ans avant le vrai kidnapping. Celui-ci a par la suite inspiré à Agatha Christie une partie de l'intrigue de son roman Le Crime de l'Orient-Express.

## Résumé
Hercule Poirot se rend avec le capitaine Hastings à Waverly Court, résidence campagnarde de Marcus Waverly, pour tenter d'élucider le mystère lié à l'enlèvement contre demande de rançon, quelques jours plus tôt, du jeune Johnnie, fils et héritier du maître de maison.

## Personnages
- Hercule Poirot
- Le capitaine Hastings (narrateur)
- Mrs Ada Waverly
- Mr Marcus Waverly, Esq.
- Johnnie Waverly, âgé de 3 ans
- l'inspecteur McNeil
- le docteur Dakers
- Miss Collins, secrétaire, dame de compagnie d'Ada Waverly et gouvernante
- Miss Jessie Withers, nurse de l'enfant
- Tredwell, le majordome, né à Waverly Court

## Publications
Avant la publication dans un recueil, la nouvelle avait fait l'objet de publications dans des revues, dans la série « The Greys Cells of Mr Poirot II » :
- le 10 octobre 1923, au Royaume-Uni, sous le titre « The Kidnapping of Johnnie Waverly », dans le no 1602 (vol. 124) de la revue The Sketch[1],[2] ;
- en juin 1925, aux États-Unis, sous le titre « The Kidnapping of Johnny Waverly », dans le no 2 (vol. 41) de la revue Blue Book Magazine[1] ;
- en août 1957, en France, dans le no 30 du mensuel Le Saint détective magazine[3].

La nouvelle a ensuite fait partie de nombreux recueils :
- en 1950, aux États-Unis, dans Three Blind Mice and Other Stories[1],[4] (avec 8 autres nouvelles) ;
- en 1966, aux États-Unis, dans Surprise! Surprise! (avec 11 autres nouvelles) ;
- en 1974, au Royaume-Uni, dans Poirot's Early Cases[1],[5] (avec 17 autres nouvelles) ;
- en 1974, aux États-Unis, dans Hercule Poirot's Early Cases (recueil ne reprenant que 15 des 18 nouvelles du recueil britannique) ;
- en 1979, en France, dans Le Bal de la victoire[3] (recueil ne reprenant que 15 des 18 nouvelles du recueil britannique, différentes de la sélection du recueil américain de 1974) ;
- en 1985, en France, dans Trois souris...[3] (recueil ne reprenant que 6 des 9 nouvelles du recueil américain de 1950).

## Adaptation
- 1989 : L'Aventure de Johnnie Waverly (The Adventure of Johnnie Waverly), téléfilm britannique de la télévisée Hercule Poirot (3e épisode, 1.03), avec David Suchet dans le rôle principal.
Dans l'adaptation télévisée apparaissent  les personnages de Miss Lemon et de l'inspecteur Japp, absents de la nouvelle.
- 2015 : L'Étrange Enlèvement du petit Bruno, téléfilm de la série française Les Petits Meurtres d'Agatha Christie de France 2 (épisode 2.12).